# Гучев, Замудин Лелович
Гучев, Замудин Лелович (адыг. Гъукӏэ Замудин Лолэ ыкъор, кабард.-черк. Гъукӏэ Замудин Лолэ и къуэ) — заслуженный художник Республики Адыгея, член Союза художников России, дипломант Российской академии художеств. Известный на Северном Кавказе исследователь, мастер по древнейшему искусству плетения адыгской циновки «пуаблэ», изготовитель адыгских народных музыкальных инструментов.
Участник многих этнографических экспедиций, собрал богатейший материал, который лег в основу книги «Искусство адыгской циновки», изданной в 1990 г. Музыкальные инструменты и циновки, взятые из коллекции его работ, находятся в фондах Адыгейского национального музея и картинной галереи.

## Биография
Родился в 1953 году в городе Баксане Баксанского района Кабардино-Балкарской АССР.

## Деятельность

### Адыгские циновки «пуаблэ»
Основой разнообразия циновок у адыгов был шаг плетения, находящийся в соответствии с расстоянием между нитями основы и порядком их чередования. Только как дань культурным взаимовлияниям вводились различные изображения или дополнительная цветовая декорировка.

### Музыка
В своём творчестве Гучев предпочитает чистую традицию и, определяя вариант плетения, избегает включения других материалов, добиваясь выразительности только за счет усиления объемности и многовариантности ритмического шага.
Накопленные Гучевым в экспедициях по адыгским селениям познания в области народного инструментоведения стали основой для работ по изготовлению и реконструкции музыкальных инструментов, таких как шичепшин — струнный смычковый инструмент, камыль — открытая продольная флейта, трещотки пхачич, сигнальный рог гоу. Благодаря современным хранителям секретов исполнительского мастерства, ему удалось восстановить утраченную методику обучения игре на этих инструментах. Основал ансамбль адыгской этнической песни «Жъыу» на базе Адыгейского государственного университета, является его художественным руководителем.

## Музей-мастерская Замудина Гучева
Будучи энтузиастом своего дела, Гучев построил творческую мастерскую, переросшую в музей-мастерскую и получившую в народе название «Живой очаг», где мастер передает свои знания и богатый опыт. Для многих воспитанников занятия стали не только школой мастерства, но и школой духовного роста, школой национального самосознания.

## Награды
- 2001 г. — диплом Союза художников России
- 2003 г. — Диплом за Заслуги перед Республикой Адыгея
- 2006 г. — Звание Заслуженный художник Республики Адыгея